# Helicia fuscotomentosa
Helicia fuscotomentosa är en tvåhjärtbladig växtart som beskrevs av Karl Suessenguth. Helicia fuscotomentosa ingår i släktet Helicia och familjen Proteaceae. Inga underarter finns listade i Catalogue of Life.